# 大村駐屯地
大村駐屯地（おおむらちゅうとんち、JGSDF Camp Omura）とは、長崎県大村市西乾馬場町416に所在し、第16普通科連隊等が駐屯する陸上自衛隊の駐屯地である。

## 概要
最寄の演習場は、大多武演習場と大野原演習場。駐屯地北側に屋内射場がある。第16普通科連隊長が駐屯地司令を兼務。資料館が設置されている。

## 沿革
大日本帝国陸軍
- 1896年（明治29年）：熊本に歩兵第46連隊が設置、翌年に大村に移駐。

アメリカ軍等
- 1947年（昭和22年）：米海兵隊第3大隊が移駐。
- 1948年（昭和23年）：長崎大学学芸学部校舎に転用される。

警察予備隊
- 1952年（昭和27年）6月：第10連隊の先遣隊が針尾駐屯地から移駐。

警察予備隊大村駐屯地
- 1952年（昭和27年）
  - 7月1日：警察予備隊の大村駐屯地として開設。
  - 7月7日：第10連隊の主力が針尾駐屯地から移駐。

保安隊大村駐屯地
- 1952年（昭和27年）10月15日：保安隊が発足し大村駐とん地となる。
- 1953年（昭和28年）9月1日：大村駐とん地業務隊が新編。

陸上自衛隊大村駐屯地
- 1954年（昭和29年）
  - 7月1日：陸上自衛隊へ移管[1]。
  - 8月10日：第16普通科連隊が編成完結。
  - 8月19日：第10普通科連隊が東千歳駐屯地へ移駐。
  - 10月28日：第16普通科連隊第3大隊が前川原駐屯地から移駐。
- 1956年（昭和31年）1月26日：第16普通科連隊第2大隊が熊本駐屯地から移駐。
- 1962年（昭和37年）8月15日：第4管区隊の第4師団への改編に伴い、第16普通科連隊を改編（4個普通科中隊）。
- 1963年（昭和38年）8月8日：第5陸曹教育隊が福岡駐屯地から移駐。
- 1974年（昭和49年）
  - 1月24日：第5陸曹教育隊が相浦駐屯地へ移駐。
  - 3月26日：第4施設大隊が竹松駐屯地から移駐。
- 2003年（平成15年）3月27日：西部方面隊の後方支援体制変換に伴い第4後方支援連隊隷下部隊の新編。
  1. 第1整備大隊施設整備隊（第4施設大隊を支援）を新編。
  2. 第2整備大隊第1普通科直接支援隊（第16普通科連隊を支援）を新編。
- 2013年（平成25年）3月26日：第1普通科直接支援隊を第1普通科直接支援中隊へ改編。
- 2015年（平成27年）3月26日：西部方面会計隊の改編に伴い、第371、第395会計隊が廃止され、第363会計隊の派遣隊を竹松駐屯地と相浦駐屯地に設置する[2]。

## 駐屯部隊

### 西部方面隊隷下部隊・機関
- 第4師団
  - 第16普通科連隊
  - 第4施設大隊
  - 第4後方支援連隊
    - 第1整備大隊
      - 施設整備隊：第4施設大隊等を支援

    - 第2整備大隊
      - 第1普通科直接支援中隊：第16普通科連隊を支援
- 西部方面システム通信群
  - 第102基地システム通信大隊
    - 第321基地通信中隊
      - 大村派遣隊
- 西部方面会計隊
  - 第363会計隊
- 大村駐屯地業務隊

### 防衛大臣直轄部隊
- 警務隊
  - 西部方面警務隊
    - 第134地区警務隊
      - 大村派遣隊

### 共同の機関
- 自衛隊長崎地方協力本部
  - 長崎地域援護センター

## 広報施設
大村駐屯地史料館「鎮西精武館」
大村駐屯地史料館は、1897年（明治30年）に旧陸軍歩兵四十六聯隊の本部兵舎として建てられて現在120年経っている。昭和21年に長崎師範学校として使用し、昭和27年7月第10普通科連隊が針尾駐屯地（現ハウステンボス）から大村駐屯地に移駐、1954年（昭和29年）8月第10普通科連隊が北海道（滝川駐屯地）へ移駐、1954年（昭和29年）8月、第16普通科連隊編成完結し第16普通科連隊の連隊本部隊舎として使用されていた。1980年（昭和55年）7月10日から史料館として開放されている。
大村部隊が旧陸軍で精強とうたわれていたため別名「鎮西精武館」と呼ばれ、鎮西は九州を精武は武勇を意味している。鎮西精武館は、大村部隊の光輝ある伝統を後生に伝える史料館として開放されており、館内は14室（旧軍関係11室、自衛隊関係3室）に区分され、歩兵四十六聯隊の戦史・橘中佐・雲仙普賢岳及び東日本災害派遣資料など約千五百点を展示している。
- 野外展示品
  - 74式戦車
  - 61式戦車
  - 多用途ヘリコプターUH-1

## 最寄の幹線交通
- 高速道路：長崎自動車道大村IC
- 一般道：国道34号、国道444号、長崎県道・佐賀県道6号大村嬉野線、長崎県道38号長崎空港線
- 鉄道：JR九州JR九州西九州新幹線新大村駅、大村線大村駅
- 港湾：佐世保港、長崎港（重要港湾）、島原港、黒潮港、平戸港（地方港湾）
- 飛行場：長崎空港（第二種空港）

## 重要施設
- 玄海原子力発電所（出力378.0万kW。PWR）（佐賀県東松浦郡玄海町）
- 天山発電所（出力60.0万kW。水力）（佐賀県唐津市）
- 松浦発電所（出力70.0万kW。石炭）（松浦市）
- 相浦発電所（出力87.5万kW。石油）（佐世保市）
- 西九州変電所（超高圧変電所）（佐賀県伊万里市）
- 武雄変電所（一次変電所）（武雄市）
- 東佐世保変電所（一次変電所）（佐世保市）
- 長崎変電所（中間変電所）（長崎市）
- 玄海幹線（玄海変電所から西九州変電所までの約20kmを通過する、50万Vの超高圧送電線）
- 松浦火力線（松浦発電所から西九州変電所までの約30kmを通過する、50万Vの超高圧送電線）
- 上五島国家石油備蓄基地（平成16年（2004年）1月現在：備蓄施設容量約440万kl中約343万klを備蓄）（上五島海域）
- 福島国家石油ガス備蓄基地（プロパン、ブタンの両計20.0万tを備蓄）（松浦市）
- 三菱重工長崎造船所本工場（護衛艦の建造修理工場）（長崎市）
- 三菱重工長崎造船所香焼工場（三菱重工最大の造船所。大型タンカー等）（長崎市）
- 三菱重工長崎造船所諫早工場（航空宇宙関連工場）（諫早市）
- 佐世保重工業（海上自衛隊やアメリカ海軍の艦艇の保守、修理を行っている）（佐世保市）
- 海上自衛隊佐世保地方総監部（佐世保市）
- 海上自衛隊大村航空基地（大村市）
- 長崎大学医学部・長崎大学熱帯医学研究所（長崎市）（国内随一の微生物・ウイルス研究の高度な実験設備を有する共同利用・共同研究拠点や寄生虫治療薬備蓄指定医療機関などを有する）
- 西九州新幹線熊本総合車両所大村車両管理室（大村市）（新幹線車両基地）